# Alice Superiore
Alice Superiore (Àlice, /ˈaliʧe supeˈrjore/; Àles in piemontese) è un municipio di 711 abitanti del comune di Val di Chy, nella città metropolitana di Torino, in Piemonte.
Fino al 31 dicembre 2018 ha costituito un comune autonomo, che confinava con i comuni di Fiorano Canavese, Issiglio, Lessolo, Lugnacco, Meugliano, Pecco, Rueglio, Trausella, Vico Canavese e Vistrorio.

## Geografia fisica
Si trova in Val Chiusella. Noto per il suggestivo lago a valle del borgo, è posto su un rilievo morenico a 15 km da Ivrea. Il centro abitato sorge sulla riva sinistra del torrente Chiusella, da cui prende il nome la valle, ed è posto sopra una collina a 2 km dal lago di Alice di origini moreniche.
Nel 2009 i "Laghi di Meugliano e Alice" sono stati riconosciuti sito di interesse comunitario (codice: IT1110034).

## Origini del nome
Il toponimo non è certo: si credeva che nei termini, riportati negli antichi dizionari, Al e Ich, il cui significato è Alto e Acqua. Lo studioso Du Cange si rifaceva al termine Halex, poi Alex, che attraverso una forzatura significa Acquarii officia. Tutte le etimologie si richiamano ovviamente all'abbondanza di acque presenti nella zona.

Territorio dell'ex comune di Alice Superiore nella città metropolitana di Torino

## Storia
Nel Medioevo, verso la fine del millennio, Alice apparteneva al vescovo di Vercelli, che ne aveva la giurisdizione in virtù di donazioni imperiali; successivamente subentrò il dominio dei vescovi di Ivrea i quali, nel 1041, la donarono all'Abbazia eporediese di Santo Stefano. Nel 1385 gli alicesi parteciparono alla rivolta antifeudale del tuchinaggio che insanguinò le terre del Canavese.

Vecchio stemma comunale. Vi si può leggere il motto "Hoc Sidere Vivo", traducibile come "vivo sotto questa stella"

Nel nucleo del borgo si possono ancora osservare le caratteristiche architettoniche medioevali: in particolare le mura di case composte da ciottoli disposti a spina di pesce, tipiche porte a "bandiera", con un battente fino a terra, di solito chiuso, e l'altro più breve, utilizzato come sportello per la bottega.
Il 27 maggio 2018, gli abitanti di Alice Superiore, Pecco e Lugnacco son stati chiamati alle urne per votare la fusione dei tre comuni nel nuovo comune di Val di Chy, comune istituito il 1º gennaio successivo. I "Sì" hanno prevalso con oltre il 67% dei voti.

## Monumenti e luoghi d'interesse
Durante lo sbancamento delle torbiere, largamente sfruttate, vennero rinvenuti oggetti preistorici risalenti a più di 3.000 anni fa.
In frazione Gauna si può visitare la chiesetta dedicata a San Rocco le cui celebrazioni (16 agosto) sono occasione di festeggiamenti ed iniziative culturali organizzate dall'amministrazione e dal "Club del Lilla'" che qui ha sede e raccoglie i migliori giovani della splendida frazione.
Pregevole dal punto di vista artistico è da ricordare la Parrocchiale di San Martino, i cui registri risalgono al 1376: nel corso dei secoli subì alcune modifiche. Dominante rispetto al borgo, possiede due facciate: una, detta solitamente "dei vivi", l'altra, rivolta a sera detta "dei morti". Nella parrocchiale si possono ammirare affreschi dei fratelli Stornone, mentre l'ancona del coro è del Vacca. È a tre navate, come la Chiesa dei Santi San Sebastiano e Rocco, edificata nel 1420 come cappella ed ampliata nelle attuali forme alla fine del Seicento.

## Società

### Evoluzione demografica

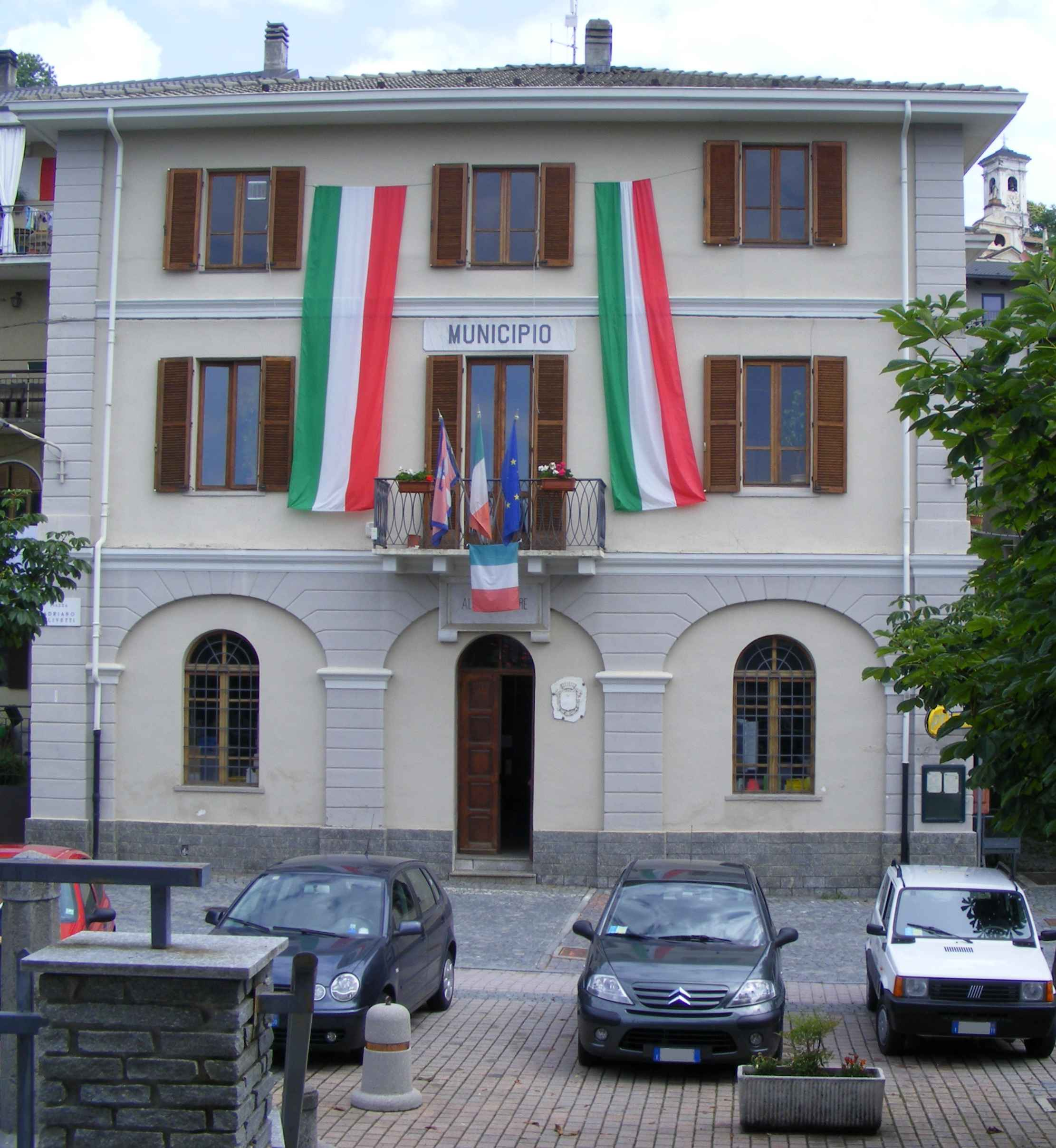
L'ex-municipio

Abitanti censiti

## Amministrazione
| Periodo | Periodo | Primo cittadino | Partito      | Carica  | Note |
| ------- | ------- | --------------- | ------------ | ------- | ---- |
| 2004    | 2009    | Remo Minellono  | lista civica | sindaco |      |
| 2009    | 2014    | Paola Faletto   | lista civica | sindaco |      |
| 2014    | 2018    | Remo Minellono  | lista civica | sindaco |      |

### Altre informazioni amministrative
Il comune faceva parte della Comunità montana Val Chiusella, Valle Sacra e Dora Baltea Canavesana.